# La mujer del diablo
La mujer del diablo es una serie de televisión web de drama criminal mexicana producida por W Studios para TelevisaUnivision, en el 2022. La serie es una historia original de Leonardo Padrón. Se lanzó a través de Vix el 21 de julio de 2022, siendo uno de los primeros títulos de la plataforma para su plan prémium tras su lanzamiento. La tercera temporada y final se lanzó el 6 de enero de 2023.
Está protagonizada por José Ron y Carolina Miranda junto con un reparto coral.

## Trama
La mujer del diablo sigue la historia de Natalia Vallejo (Carolina Miranda), una maestra de primaria con sueños de salir de su pueblo natal para dedicarse al turismo y Cristo Beltrán (José Ron), un delincuente de alto rango, quien aparenta ser el benefactor de los más necesitados, se obsesiona con Natalia, sin importar que está enamorada de otro hombre, haciendo lo inimaginable por conquistarla.

## Reparto

### Principales
- Carolina Miranda como Natalia Vallejo Peña
- José Ron como Cristo Beltrán[10]
  - Carlos Said interpretó a Cristo de joven
- Adriana Louvier como Soledad Insulza[11]
- José Pablo Minor como Diego Carvajal
- Mónica Dionne como Cayetana Peña de Vallejo
- Alejandro Calva como Felipe Marín «Jonás»
- Samadhi Zendejas como Candela[12]
- Jonathan Islas como Mateo Carvajal Alcántara
- Azul Guaita como Daniela Beltrán
- Ariana Saavedra como Linda Vallejo Peña
- Sofía Lama como Patricia Carvajal Alcántara
- Marco Antonio Tostado como el Padre Lázaro Beltrán
  - Ferrán Flores interpretó a Lázaro de joven

### Recurrentes e invitados especiales
- Rodolfo Arias como Porfirio
- Álex Perea como Cachorro
- Mauricio Pimentel como Tecolote
- Irineo Álvarez como Felipe Carvajal
- Leo Casta como Chofer
- Adriana Focke como Maruja
- Martín Rojas como Honorio
- Eduardo Cortejosa como Lagarto
- José Carlos Femat como Sánchez
- Kiara Liz como Rosita
- Diego Cornejo como Memo
- Julio Olivares como Tulio
- Manuel Rosaldo como Juan
- Epy Vélez como Lupita
- Teresa Peragui como Gaby
- Christopher Valencia como amigo de Daniela
- Gabriela Carrillo como Clemencia
- Ariane Pellicer como Malena Alcántara de Carvajal
- María de la Fuente como Isabel
- Leonardo León como Jacinto
- Alejandro Faugier como Fonseca
- Manuel Riguezza como David
- José Juan Rodríguez como Artemio
- Ferrán Flores como Lázaro
- Antonio Alcántara como Aurelio
- Ianis Guerrero como Cruz Tarazona
- Salvador Amaya como López
- Juan Roberto Valera como Juancho
- Diego Escalona como Rodrigo
- Benjamín Martínez como el Dr. Hernández
- Omar Barriga como Neto
- Alejandro Briones como Murillo
- Manuel Rosaldo como Juan
- Mauro González Enríquez como Enrique
- Daniel García Parra como Tomás
- Alberto Farrés como Malpica
- Deborah Ríos como Griselda Carvajal
- Miranda Rinaldi como Matilde
- Lorena de la Torre como Sofía
- Laura Sandoval como Juana
- Jorge Farnetti como Moncho
- Víctor Civeira como Juan Bustillos

## Episodios
| Temporada | Temporada | Episodios | Episodios | Lanzamiento original  | Lanzamiento original  |
| --------- | --------- | --------- | --------- | --------------------- | --------------------- |
|           | 1         | 8         | 8         | 21 de julio de 2022   | 21 de julio de 2022   |
|           | 2         | 8         | 8         | 18 de octubre de 2022 | 18 de octubre de 2022 |
|           | 3         | 10        | 10        | 6 de enero de 2023    | 6 de enero de 2023    |

### Primera temporada (2022)
| N.º en serie | N.º en temp. | Título                          | Fecha de lanzamiento original |
| --- | ------------ | ------------------------------- | ----------------------------- |
| 1 | 1            | «Secuestro»                     | 21 de julio de 2022           |
| Cristo Beltrán hace entrega de la casa de cultura durante las fiestas de Villa Clara. Diego le propone matrimonio a Natalia. En medio de la propuesta Natalia es raptada por tipos con máscaras, sin revelar la identidad de su captor.       |              |                                 |                               |
| 2 | 2            | «Violencia contra la violencia» | 21 de julio de 2022           |
| Cristo le revela a Natalia que quiere casarse con ella y aunque su obsesión es clara, sabe que debe esperar hasta que ella quiera estar con él. En los campos de flores, Natalia roba el arma de Cristo y le dispara.                         |              |                                 |                               |
| 3 | 3            | «Fuga frustrada»                | 21 de julio de 2022           |
| Natalia trata de escapar mientras Jonás, Clemencia y Tecolote hacen todo lo que pueden para salvar a Cristo. Natalia se reúne con Diego e intentan huir de Villa Clara.                                                                       |              |                                 |                               |
| 4 | 4            | «Sólo por voluntad»             | 21 de julio de 2022           |
| Diego le revela a la familia de Natalia quien la tiene secuestrada. Natalia vuelve al encierro en el cuarto oscuro. Natalia le recuerda a Cristo que la única manera de que ella se case con él, es que de verdad quiera hacerlo.             |              |                                 |                               |
| 5 | 5            | «Presentación pública»          | 21 de julio de 2022           |
| Cristo lleva a Natalia a un estudio acondicionado como salón de clases y le pide que se encargue de la educación de Jacinto. Linda huye para no ser interrogada por la policía. Cristo y Natalia aparecen juntos en la conferencia de prensa. |              |                                 |                               |
| 6 | 6            | «Sacrificio»                    | 21 de julio de 2022           |
| Sánchez logra detener a Linda. Diego se alía con Memo, el líder de «Los Cruzados» para salvar a Natalia. Cristo le promete a Natalia que la ayudará a liberar a Linda de la cárcel. Natalia le anuncia a Diego que se casará con Cristo.      |              |                                 |                               |
| 7 | 7            | «Impulsados por la pasión»      | 21 de julio de 2022           |
| Durante un desayuno familiar, Natalia anuncia su compromiso con Cristo. Natalia le confiesa a Cristo sobre los abusos que ha sufrido por parte de Porfirio. Natalia y Cristo se rinden ante la pasión y pasan la noche juntos.                |              |                                 |                               |
| 8 | 8            | «Ataque a una boda»             | 21 de julio de 2022           |
| Diego se escabulle en la boda de Natalia y Cristo los ve besándose. Diego desaparece misteriosamente. La boda entre Natalia y Cristo se lleva a cabo.                                                                                         |              |                                 |                               |

### Segunda temporada (2022)
| N.º en serie | N.º en temp. | Título                   | Fecha de lanzamiento original |
| --- | ------------ | ------------------------ | ----------------------------- |
| 9 | 1            | «Culpable»               | 18 de octubre de 2022         |
| El funeral de Diego se lleva a cabo, sin embargo, la presencia de Natalia y Cristo incomoda a todos. Patricia busca pruebas pues cree que Diego fue asesinado. Natalia enfrenta a Porfirio. Soledad y Felipe fortalecen su alianza.                           |              |                          |                               |
| 10 | 2            | «No salgas de casa»      | 18 de octubre de 2022         |
| Jonás reclama a Cristo que Natalia lo haya desautorizado frente a los demás. Cachorro sorprende a Daniela con una gran revelación. Candela confiesa a Mateo que tiene pruebas que Natalia fue secuestrada.                                                    |              |                          |                               |
| 11 | 3            | «Cosecha de tempestades» | 18 de octubre de 2022         |
| Cristo y sus hombres tratan de controlar las llamas, Natalia llega para ayudarlos. Cristo le dice a Natalia que va a dar con los responsables y si alguien de la hacienda los ayudó, correrá con la misma suerte. Natalia busca a Soledad para advertirle.    |              |                          |                               |
| 12 | 4            | «La reunión»             | 18 de octubre de 2022         |
| Natalia le dice a Cristo que no le da miedo ocultar su pasado, porque él es su presente y eso es lo que importa y le pide que se relaje porque está empezando a ver fantasmas. Tecolote intenta alejar a Cachorro de la Hacienda, pero Daniela lo escucha.    |              |                          |                               |
| 13 | 5            | «El monstruo»            | 18 de octubre de 2022         |
| Natalia le pregunta a Cristo si se encuentra bien, él contesta que ya sabe quién es el responsable del incendio. Natalia enfrenta a Soledad y le pide que los deje en paz a cambio de su silencio. Natalia obtiene una prueba en contra de Cristo.            |              |                          |                               |
| 14 | 6            | «Claroscuro»             | 18 de octubre de 2022         |
| Cristo se enfrenta a Felipe y le dice que él es responsable de lo que pasó con Tarazona. Natalia intenta convencer a Cayetana que se quede en la hacienda. Cristo pide a Tecolote que siga a Natalia. Isabel le da a Soledad un diagnóstico nada alentador.   |              |                          |                               |
| 15 | 7            | «La conspiración»        | 18 de octubre de 2022         |
| Tecolote avisa a Cristo que Natalia se reunió con Mateo y le entregó algo. Soledad asegura a Cristo que Natalia se volvió una complicación. Linda descubre lo que verdaderamente sucedió con Porfirio. La Policía de la Ciudad de México llega a la hacienda. |              |                          |                               |
| 16 | 8            | «Cruz de fuego»          | 18 de octubre de 2022         |
| Daniela pide a Soledad que le cuente toda la verdad sobre su padre, su madre le confiesa varias cosas. Malena corre a Soledad del hotel y Felipe la apoya. Cristo promete que Natalia y Lázaro pagarán su traición.                                           |              |                          |                               |

### Tercera temporada (2023)
| N.º en serie | N.º en temp. | Título                                 | Fecha de lanzamiento original |
| --- | ------------ | -------------------------------------- | ----------------------------- |
| 17 | 1            | «La sangre de Cristo»                  | 6 de enero de 2023            |
| Clemencia le cuenta a Soledad que Cristo piensa deshacerse de Natalia porque lo traicionó. Cristo y Soledad se enfrentan, él le reclama haber quemado los campos de flores, ella le recuerda que Natalia siempre lo supo, él la corre de la hacienda.      |              |                                        |                               |
| 18 | 2            | «Guerra declarada»                     | 6 de enero de 2023            |
| Natalia está decidida a devolver todo lo que hagan en su contra para recuperarse de sus heridas. Daniela reclama a Cristo por correr a su mamá de la hacienda y le revela que Soledad está enferma. Cayetana usa medidas extremas para proteger a su hija. |              |                                        |                               |
| 19 | 3            | «El peso del ayer»                     | 6 de enero de 2023            |
| Soledad le advierte a Natalia que Cristo no perdona. Daniela sorprende a Linda con una de sus fechorías. Clemencia le dice a Soledad que Natalia sigue viva porque espera un hijo de Cristo, de no ser así, volvería a la hoguera.                         |              |                                        |                               |
| 20 | 4            | «Una cucharada de su propio chocolate» | 6 de enero de 2023            |
| Natalia se debate entre la vida y la muerte. Mientras lidia con la intoxicacion acomula nuevos enemigos. Soledad roba unos documentos de la caja fuerte de Cristo y se los entrega a Felipe con la intención de perjudicarlo.                              |              |                                        |                               |
| 21 | 5            | «El peligro de las aguas mansas»       | 6 de enero de 2023            |
| Natalia le dice a Soledad que si se mete con su hijo le irá mal y de paso le cuenta sobre el destino de Clemencia. Cristo decide que Natalia se encargue del comedor comunitario. Daniela desconoce cada vez más a sus padres.                             |              |                                        |                               |
| 22 | 6            | «La suerte está echada»                | 6 de enero de 2023            |
| Cristo lidia con la prohibición de transportar sus alimentos. Linda reclama a Daniela haberle puesto una trampa a Cachorro. Para Natalia su venganza sigue su curso, va por el que toca luego de Clemencia.                                                |              |                                        |                               |
| 23 | 7            | «Hallazgos»                            | 6 de enero de 2023            |
| Natalia ha dejado atrás su imagen dulce, los trabajadores la miran con respeto y miedo. Daniela visita a Linda y Cachorro, está más dolida que nunca. Cristo está siendo debilitado ahora por culpa del pasado de Jonás que sale a la luz pública.         |              |                                        |                               |
| 24 | 8            | «Juego de máscaras»                    | 6 de enero de 2023            |
| Jonás pierde sus cabales y afecta la imagen de Cristo. Cristo le recuerda a Natalia que él no olvida quienes lo han traicionado. La convivencia entre Natalia y Soledad bajo el mismo techo es insoportable. Soledad está dispuesta a todo.                |              |                                        |                               |
| 25 | 9            | «Pronóstico de tormenta»               | 6 de enero de 2023            |
| Jonás niega a Cristo tener algo que ver con el ataque de Soledad a Natalia. Natalia confiesa a Cristo que lo ama de la misma manera en la que lo odia. Cachorro sigue recolectando evidencias que incriminan a Cristo y las entregan a Patricia.           |              |                                        |                               |
| 26 | 10           | «El abismo y el cielo»                 | 6 de enero de 2023            |
| Cristo enfrenta a la justicia, tranquilo de salir bien librado. La visión de Cayetana se hace realidad, una procesión de funeral recorre la hacienda, todos están presentes. Daniela visita a su madre para contarle que las tierras vuelven a ser suyas.  |              |                                        |                               |

## Producción
La serie fue anunciada el 31 de octubre de 2021 durante la presentación del up-front de Grupo Televisa para el 2022, siendo parte de los títulos iniciales para el nuevo servicio de streaming creada tras la fusión Televisa-Univision. La producción inició su rodaje el 24 de enero de 2022 y finalizó el 20 de junio de 2022. El 31 de agosto de 2022, TelevisaUnivision anuncio la renovación de la serie para una segunda temporada, la cual, se lanzó el 18 de octubre de 2022.

## Premios y nominaciones

### TV Adicto Golden Awards 2022
| Categoría     | Nominados | Resultado |
| ------------- | --------- | --------- |
| Mejor villano | José Ron  | Ganador   |